# Pellerhaus

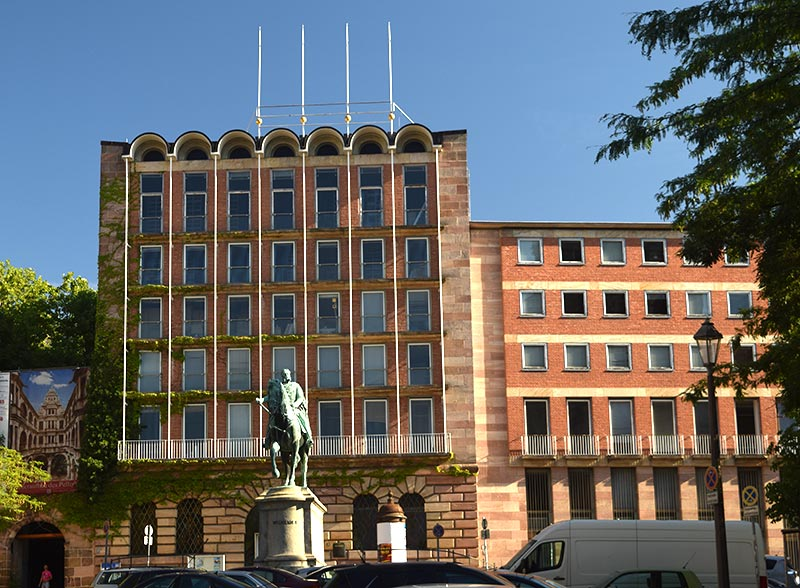
Das Neue Pellerhaus aus dem Jahr 1957

Das Pellerhaus ist ein Baudenkmal am Egidienplatz in Nürnberg. Das Historische Pellerhaus wurde 1602 bis 1605 von Jakob Wolff dem Älteren im Stil der Renaissance errichtet und als Bürgerhaus genutzt. Nach den Luftangriffen im Zweiten Weltkrieg blieben vom Altbau nur Teile des Erdgeschosses und des Innenhofes erhalten, die in den späteren Neubau einbezogen wurden. Dieses Neue Pellerhaus wurde 1955 bis 1957 von Fritz Meyer im Stil der Nachkriegsmoderne errichtet und als Stadtarchiv genutzt. Seit 2013 beherbergt es das Deutsche Spielearchiv; in Zukunft soll es das Haus des Spiels beherbergen. Der historische Pellerhof wurde 2008 bis 2018 vom Altstadtfreunde e. V. wiederhergestellt.

## Einführung
Das Pellerhaus steht in der Sebalder Altstadt südöstlich der Nürnberger Burg und südlich des Maxtorgrabens am Egidienplatz 23 zwischen der Tetzelgasse im Westen und der Mummenhoffstraße im Osten. Es ist Teil der Historischen Meile Nürnbergs.  Vor dem Pellerhaus wurde im Jahr 1905 ein Reiterdenkmal Kaiser Wilhelms I. aufgestellt. Der niedrigere Gebäudeteil des Neuen Pellerhaus ersetzt das kriegszerstörte Imhofgebäude.

## Das historische Pellerhaus (zerstört im 2. Weltkrieg)

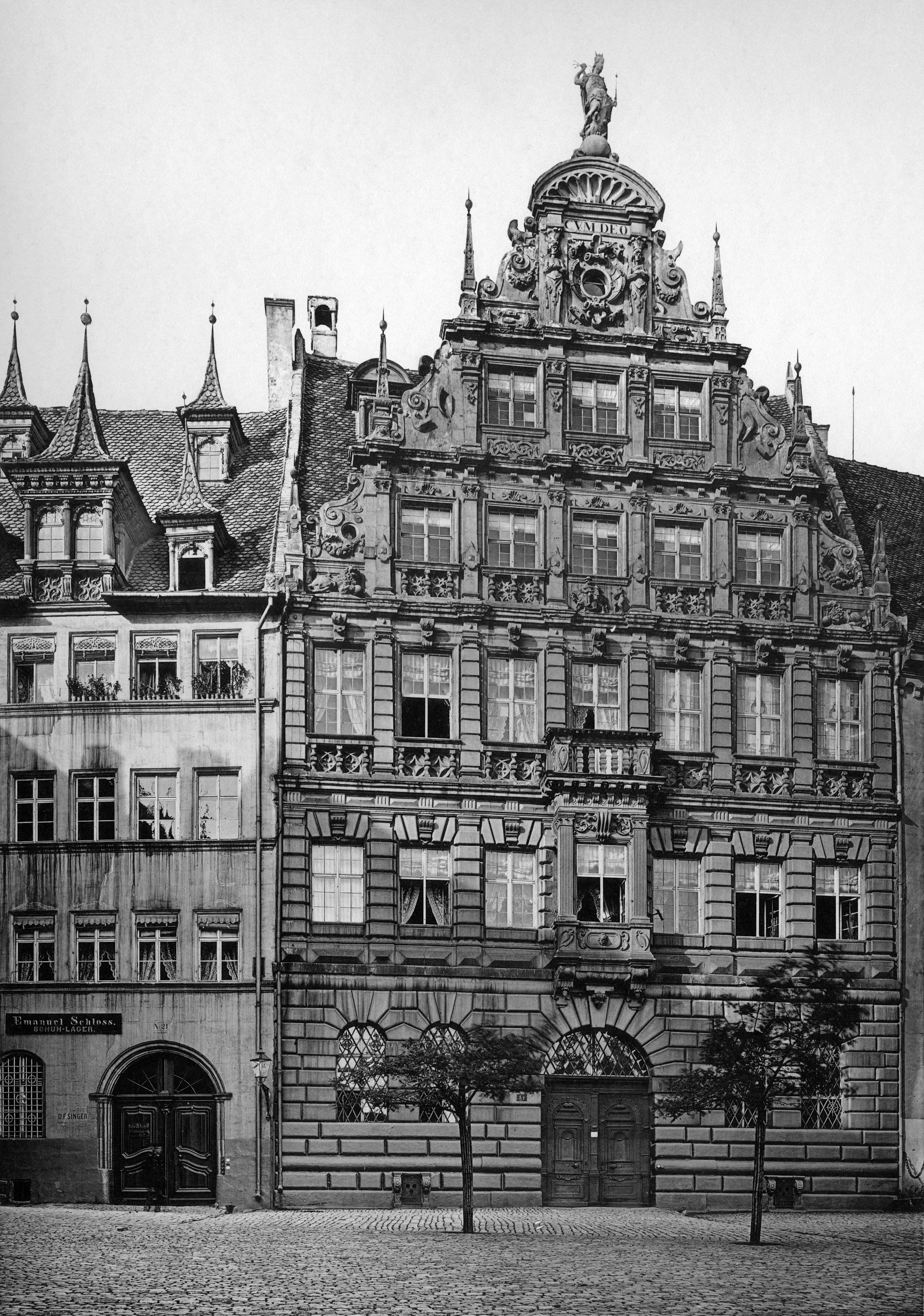
Altes Pellerhaus

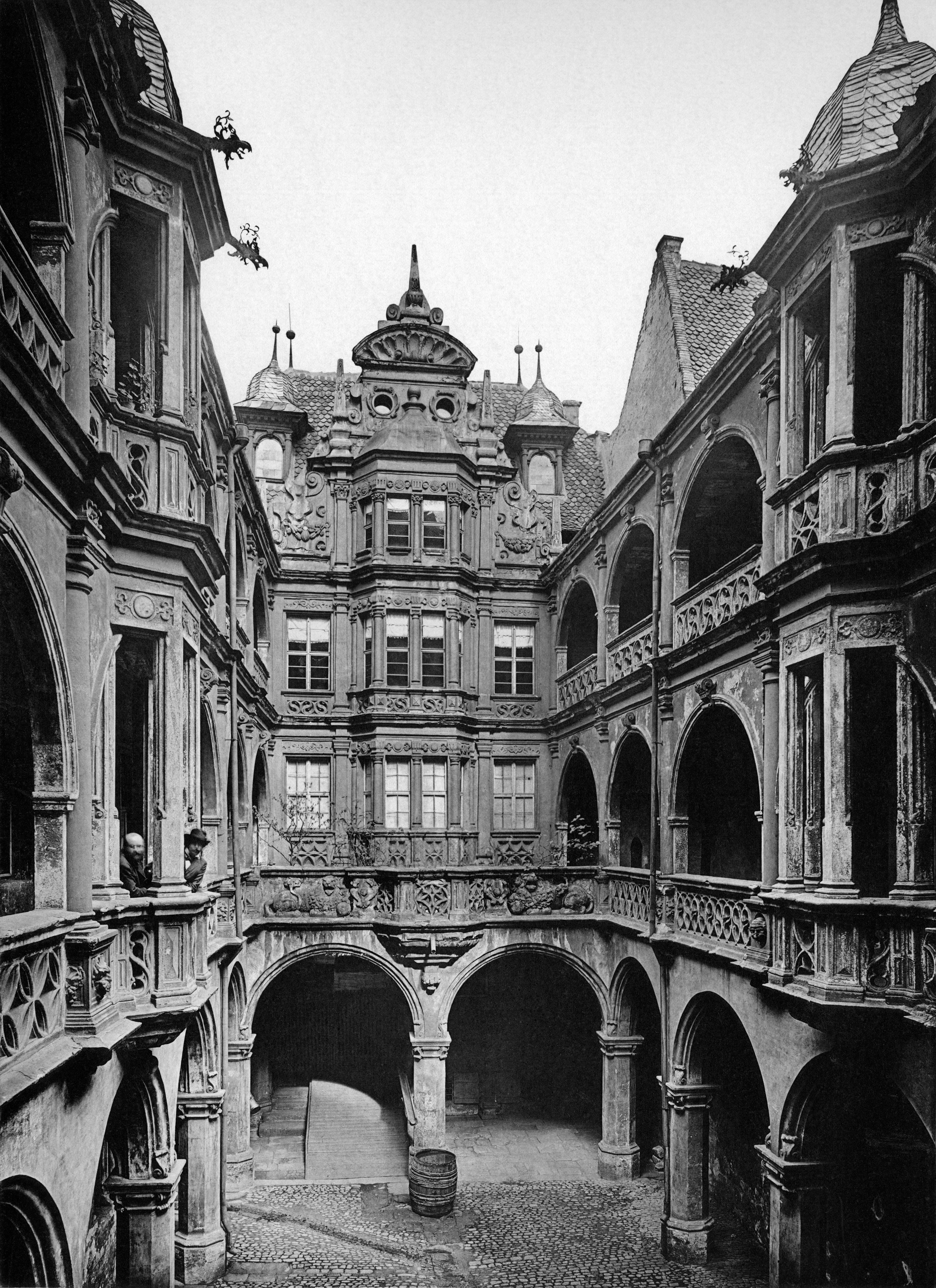
Alter Pellerhof

Im Jahr 1600 erwarb Martin Peller das Anwesen der Familie Groland am Egidienberg (damals: Dillinghof) in Form eines schlichten Sandsteinquaderbaus zum Preis von 6290 Gulden. Zu dieser Zeit wohnte Peller mit seiner Familie noch im Haus seines Schwiegervaters an der heutigen Museumsbrücke (damals: Barfüßerbrücke). Im Jahr 1602 wurde das Grolandsche Anwesen abgerissen und bis 1605 neu errichtet. Ausführender Baumeister war Jakob Wolff d. Ä. (1546–1617), der Entwurf des Dachstuhls geht auf Peter Carl zurück. Für die Gestaltung der Bauplastik der Kamine und des Treppenturms wird der Bildhauer Hans Werner in Betracht gezogen.
Die Bauphase war geprägt von Streitigkeiten mit dem Nürnberger Rat und den angrenzenden Nachbarn Wilhelm Imhoff und Elias Ebner. Man warf Peller vor, mit dem Neubau gegen die Nürnberger Bauordnung zu verstoßen. Demnach durfte ein mit dem Giebel zur Straße stehendes Haus lediglich zwei Vollgeschosse aufweisen, ein traufständiges hingegen drei. Mit dem Dachstuhl des Zimmermeisters Peter Carl wurde die Vorgabe für ein traufständiges Haus eingehalten, wenngleich das dreistöckige Zwerchhaus die optische Wirkung eines Giebels hatte. Weiterer Streitpunkt war u. a. der Aushub der Baugrube, bei dem die Nachbarn um die Standfestigkeit ihrer Häuser fürchteten. Dies hatte Ausgleichszahlungen von 1000 Gulden an Wilhelm Imhoff zur Folge, um die entstandenen Schäden beheben zu können. Der Streit mit Elias Ebner wurde beigelegt, indem Viatis das gesamte Anwesen aufkaufte („Schwarzes Pellerhaus“). Der von den Patriziern dominierte Stadtrat setzte den Neubürger Peller zusätzlich unter Druck und drohte zeitweise sogar mit dem Zwangsabriss des Hauses.
Nach der Vollendung des Vorderhauses im Jahr 1605 beauftragte Peller Jakob Wolff d. Ä. mit der Neugestaltung der Hofanlage. Dazu wurde ein alter Mittelbau an der Stelle des heutigen östlichen Seitentraktes abgerissen, ebenso wie die Fassade des Hinterhauses aus der zweiten Hälfte des 16. Jahrhunderts. Um den länglichen Hofgrundriss optisch zu verkürzen, baute Wolff d. Ä. einen Altan vor die Hinterhausfassade. Während die Nordseite des Hofes passgenau in die Hofarchitektur integriert werden konnte, zeigten sich am Übergang zum Vorderhaus, dass das Haus ursprünglich ohne Hofarkaden geplant war: Der Giebel stand asymmetrisch zum Hofgrundriss und auch der zunächst frei stehende Treppenturm verschwand hinter den Arkadenbögen. Die Arbeiten im Hof dauerten bis ins Jahr 1607 an. Im Jahr 1616 erfolgte die Anbringung des Chörleins an der Vorderhausfassade. Damit fand der Bau vorerst seinen Abschluss.
Das historische Pellerhaus fand Eingang in die Kunstgeschichte als mustergültiges Beispiel eines Bürgerhauses der Zeit um 1600. Beispielsweise in der Baustilkunde von Wilfried Koch wird das historische Pellerhaus zu den bedeutendsten Bauten der deutschen Renaissance gezählt. In seinen Grundzügen entsprach es mit Vorderhaus, Innenhof und Hinterhaus einer klassischen „Nürnberger Anlage“. Die Vorderhausfassade zeigte sich jedoch in einer für Nürnberg außergewöhnlich aufwändigen Form. Statt einer zurückhaltenden, traufständigen Fassade, wie sie in Nürnberg üblich war, erinnert sie vielmehr an die Handelshäuser des norddeutschen bzw. hanseatischen Raumes.
Über einem mit Kissenquadern rustizierten Sockelgeschoss erhoben sich zwei Voll- und drei Dachgeschosse. Die sieben Fensterachsen wurden von Pilastern flankiert, die oberhalb des Giebeldreiecks in reich verzierten Obelisken endeten. Bis zur Traufhöhe übernahmen die Pilaster die Rustikagliederung des Sockelgeschosses, darüber waren sie mit Beschlagwerksornamenten belegt. In der Giebelspitze trugen zwei Hermenpilaster eine Muschel mit dem Chronogramm „CVM Deo“, welches auf das Jahr 1605 verwies. Ihren Abschluss fand die Fassade mit einer Jupiterstatue. Weitere Akzentuierungen der Mittelachse stellten ein Chörlein über dem Eingangsportal dar, ebenso wie ein Relief des heiligen Martin von Tours im dritten Obergeschoss, welches auf den Namen des Bauherrn Martin Peller anspielte. Hinsichtlich der Gestaltung der Hofanlage galt es, das schmale, 63 m lange Grundstück so zu bebauen, dass es mit der bereits fertiggestellten Rückfront der Vorderhauses eine architektonische Einheit bildete. Ebenso mussten die unterschiedlichen Geschosshöhen des Vorderhauses sowie der Treppenturm berücksichtigt werden. Die Arkaden des Hoftraktes erhoben sich auf oktogonalen Pfeilern, darauf folgten zwei Stockwerke mit Galeriegängen. Bei der Fassade des Hinterhauses fehlte die Galerie. Stattdessen wurde dieser Bauteil mit einem markanten Erker akzentuiert, der dem schmalen Hof optisch seinen schlauchartigen Charakter nehmen sollte. Die unterschiedlichen Geschosshöhen glich man durch verschieden hohe Säulensockel aus. Die Brüstungen wurden mit gotisierendem Maßwerk gestaltet, wobei kein Ornament zweimal zur Anwendung kam.
Bezüglich der Innenausstattung war das Pellerhaus ebenfalls überreich gestaltet. Die Eingangshalle ist in neun annähernd quadratische Joche mit gotisierenden Sternrippengewölben unterteilt. Im sogenannten „Schönen Zimmer“ (heute im Fembohaus) waren die Wände mit verschwenderisch geschnitzten Vertäfelungen ausgekleidet, während die Raumdecke mit Deckengemälden ausgeschmückt war. Thema des Gemäldes war Phaethon auf dem Sonnenwagen umgeben von antiken Göttergestalten und allegorischen Figuren. Der Raum daneben, die sogenannte „Schöne Stube“, wies ebenfalls eine prächtige Wandverkleidung sowie eine Kassettendecke auf.
Trotz der Fertigstellung des Hauses wohnten Martin und Maria Peller weiterhin im Wohnhaus von Bartholomäus Viatis an der Barfüßerbrücke. Erst als Viatis im Jahr 1625 starb, zog die Familie Peller in das Haus am Egidienberg. Pellers Familie bewohnte das Haus bis zum Jahr 1828. In der Folgezeit blieb das Pellerhaus von tiefgreifenden Umbauten verschont, so dass es sich bis zu seiner Zerstörung überwiegend in bauzeitlichem Zustand präsentierte. Im Jahr 1929 kaufte die Stadt Nürnberg das Pellerhaus aus Privatbesitz, um es als Stadtarchiv zu nutzen. Im Jahr 1934 wurde das Pellerhaus im Auftrag der Stadt Nürnberg umfassend restauriert.
Beim Luftangriff auf Nürnberg am 3. Oktober 1944 wurde das Pellerhaus durch Sprengbomben schwer beschädigt und brannte beim Angriff der Royal Air Force am 2. Januar 1945 vollständig aus. Das Haus stürzte am 3. Januar 1945 in großen Teilen ein. Erhalten blieben ein Teil des Erdgeschosses mit der Eingangshalle, der Treppenturm, der Keller sowie Teile des Arkadenhofes. Die Holzvertäfelung des „Schönen Zimmers“ hatte man vor dem Luftangriff durch Ausbau retten können. Seit 1957/58 befindet sich das „Schöne Zimmer“ aus dem Pellerhaus im Stadtmuseum Fembohaus.

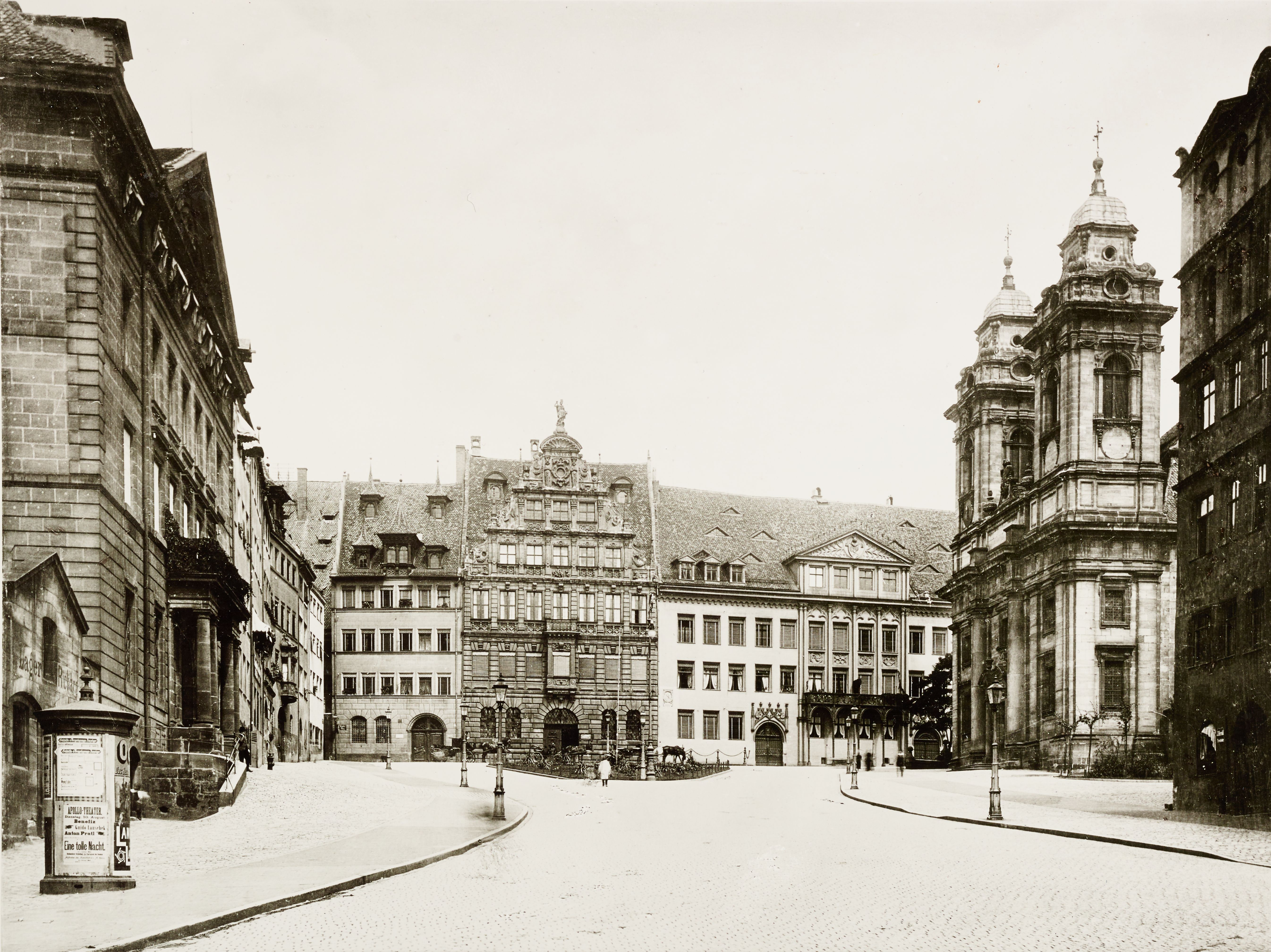
Egidienplatz mit Altem Peller- und Imhoffhaus (1897)
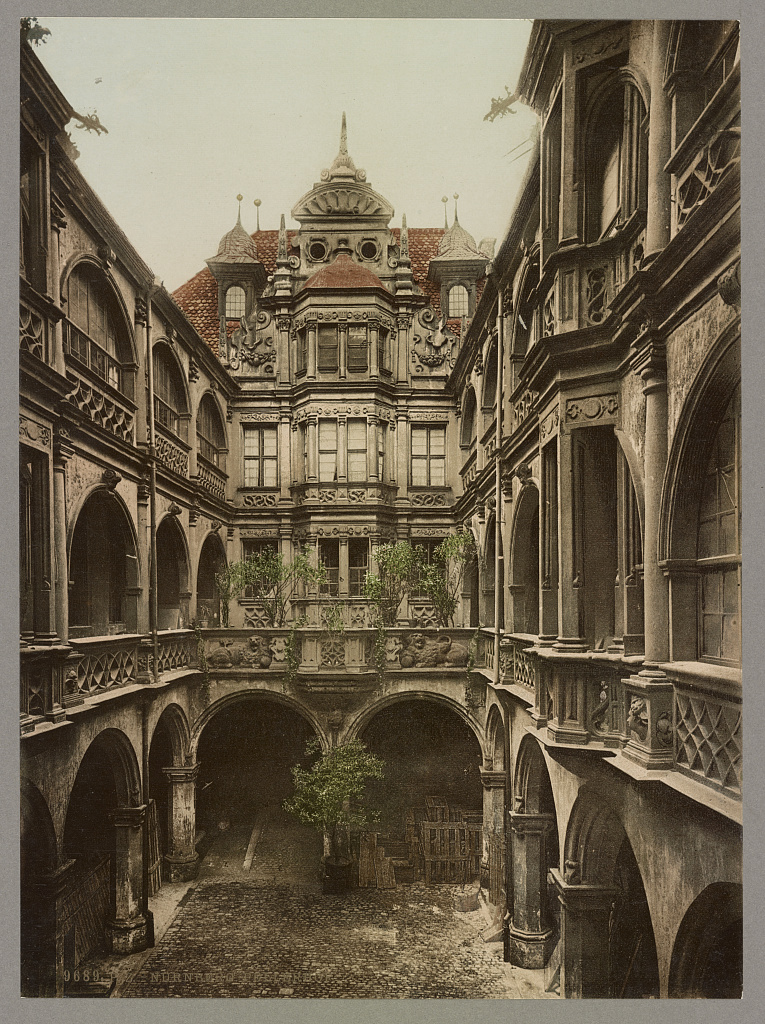
Pellerhof (1890)
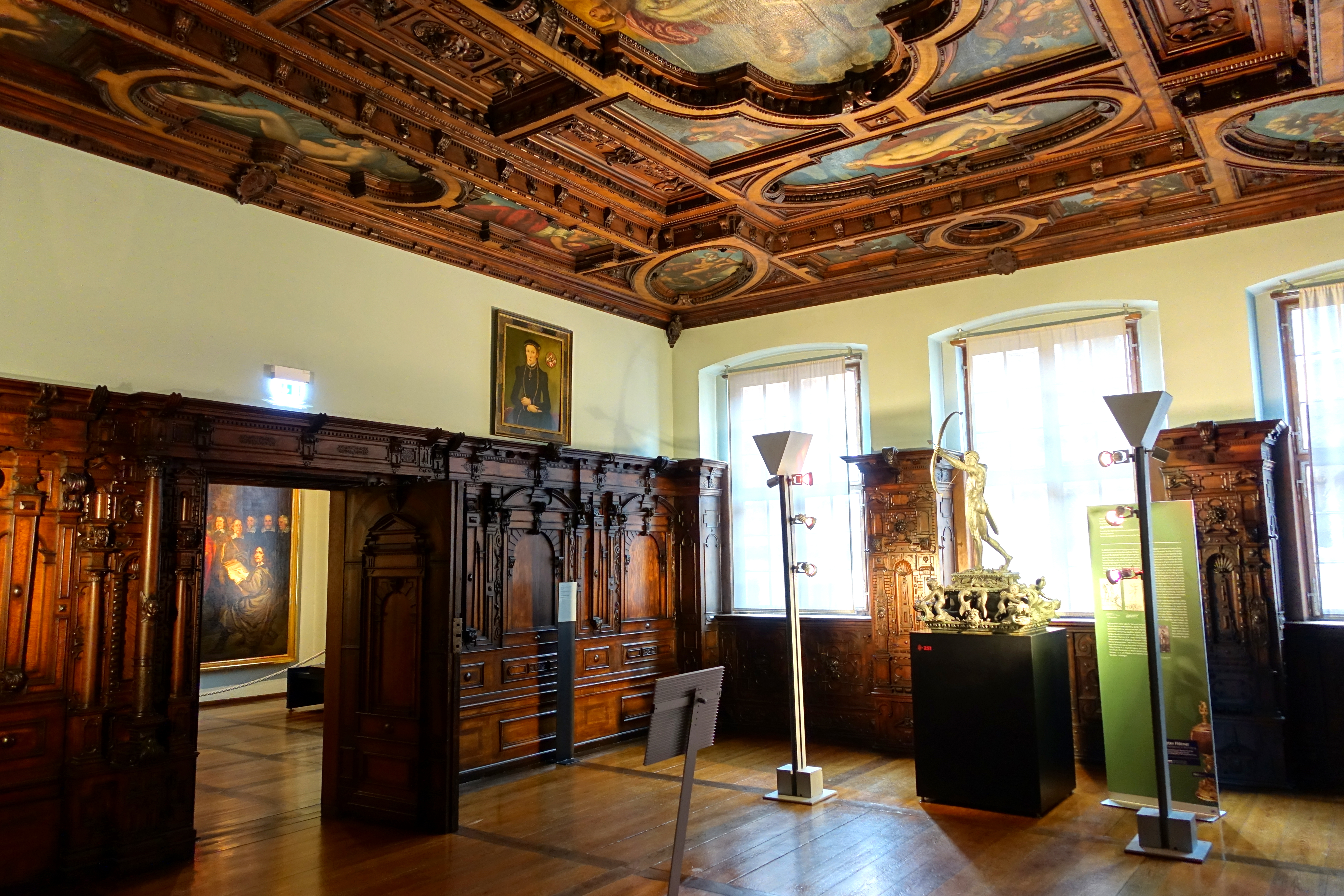
Schönes Zimmer im Fembohaus (2017)
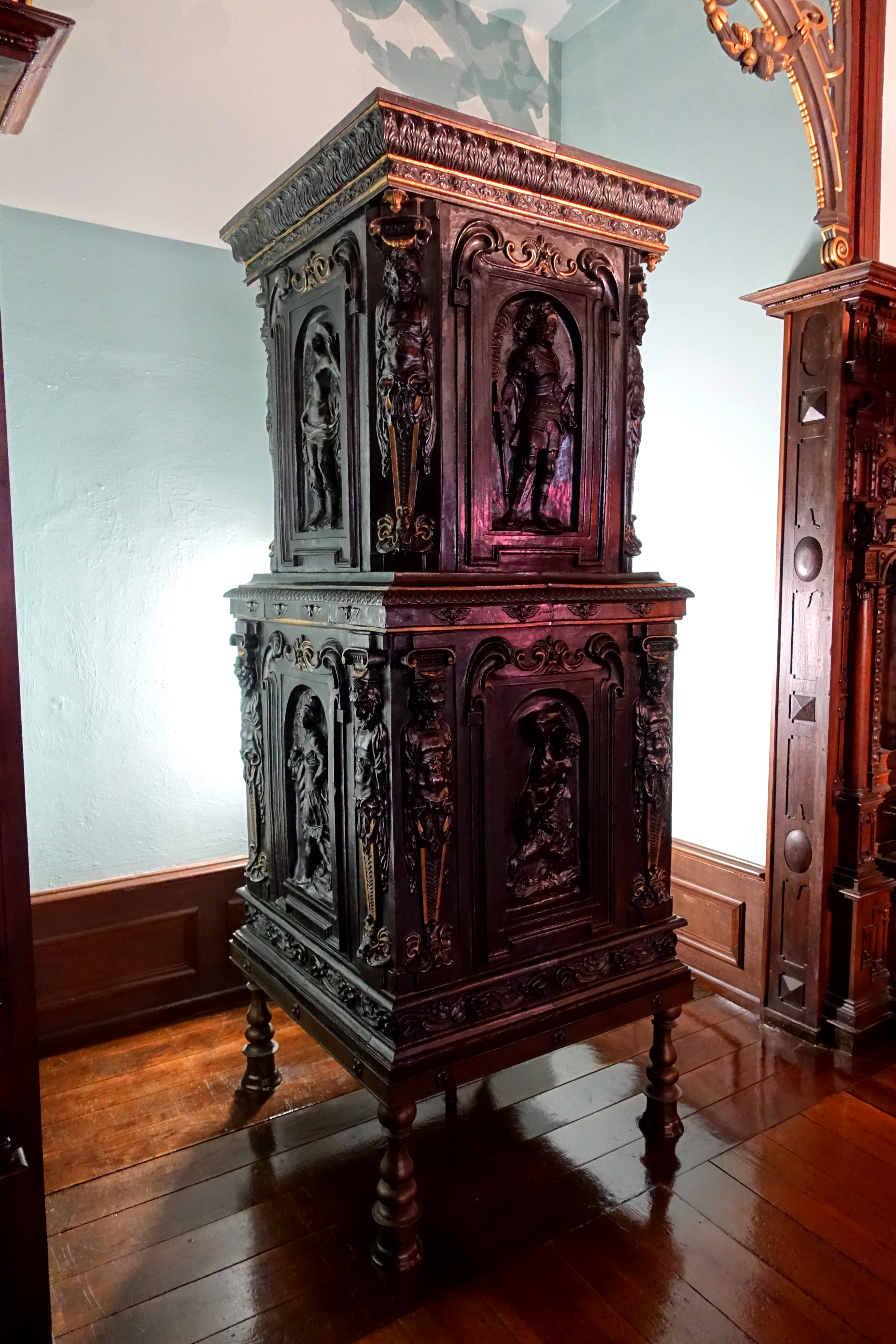
Ofen des Schönen Zimmers (2017)
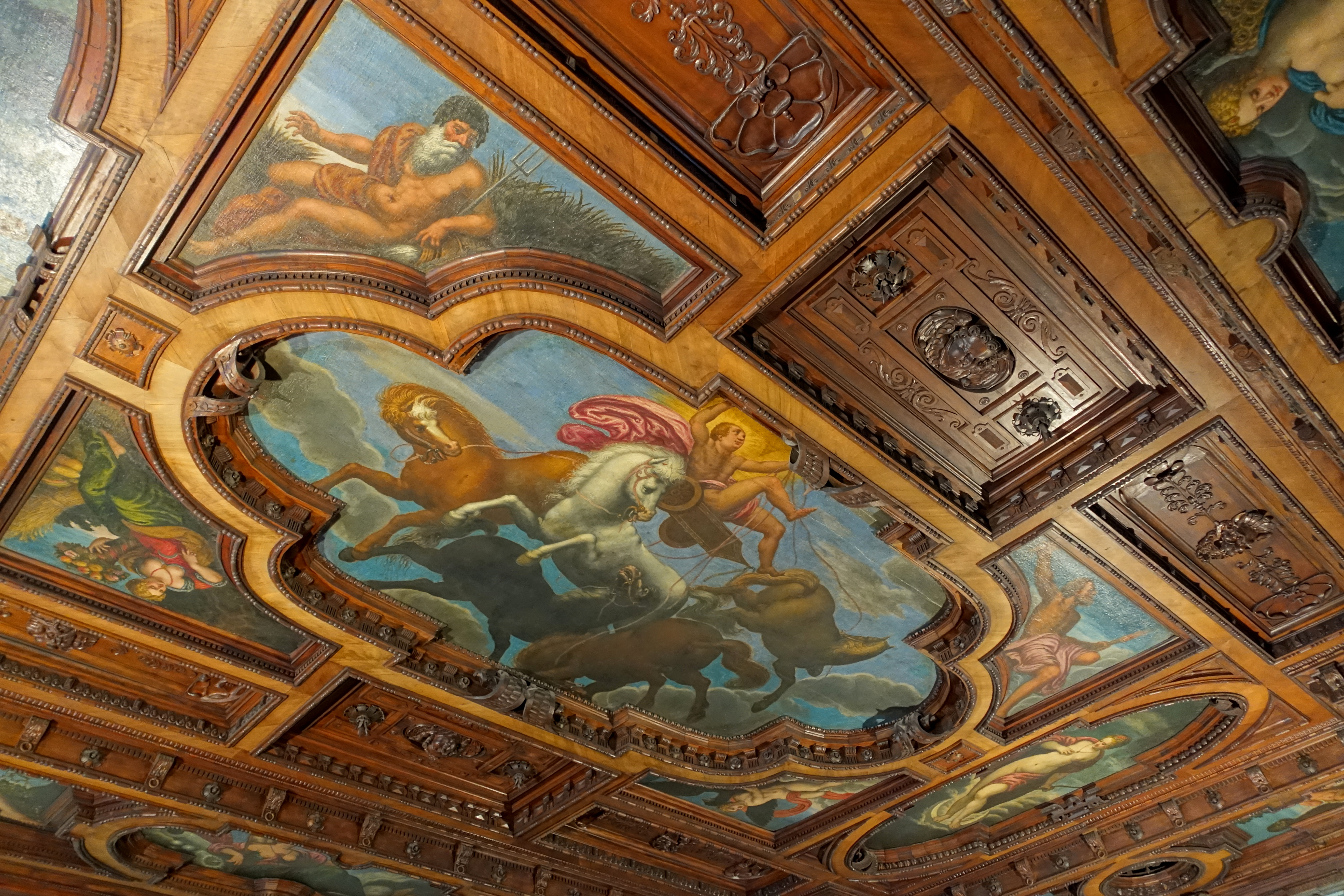
Decke des Schönen Zimmers (2017)
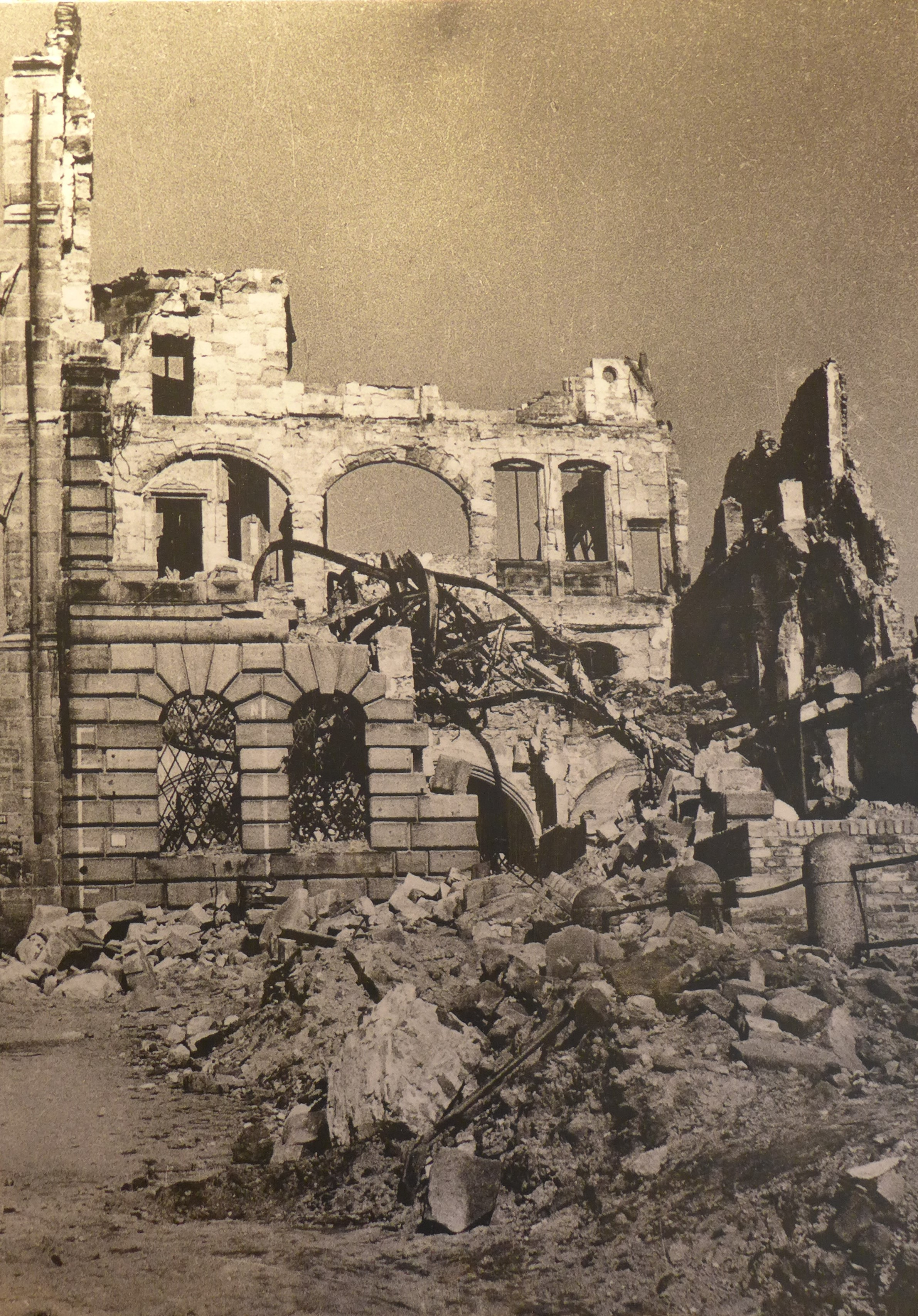
Ruine des Pellerhauses (1945)
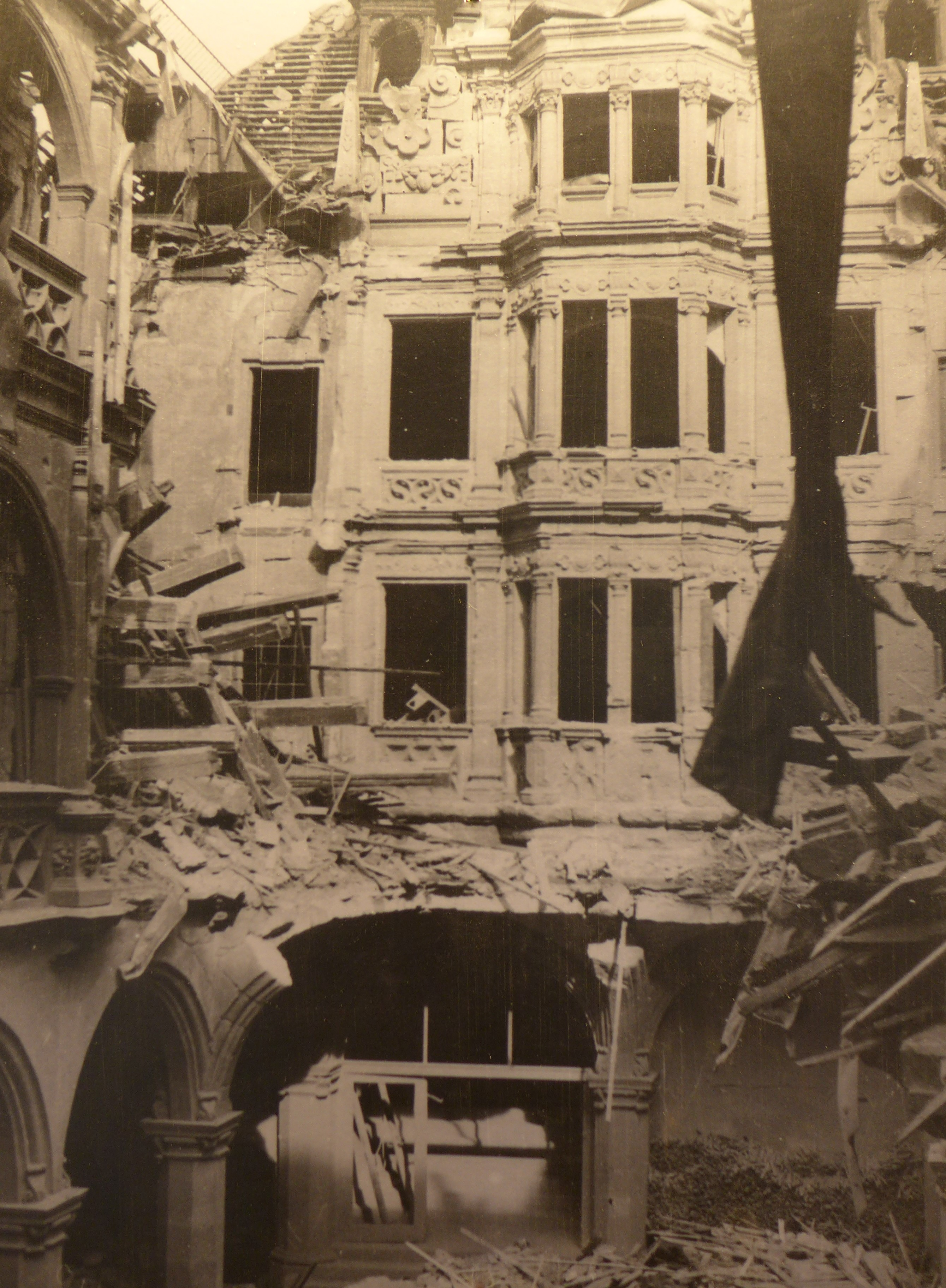
Ruine des Pellerhofs (1945)
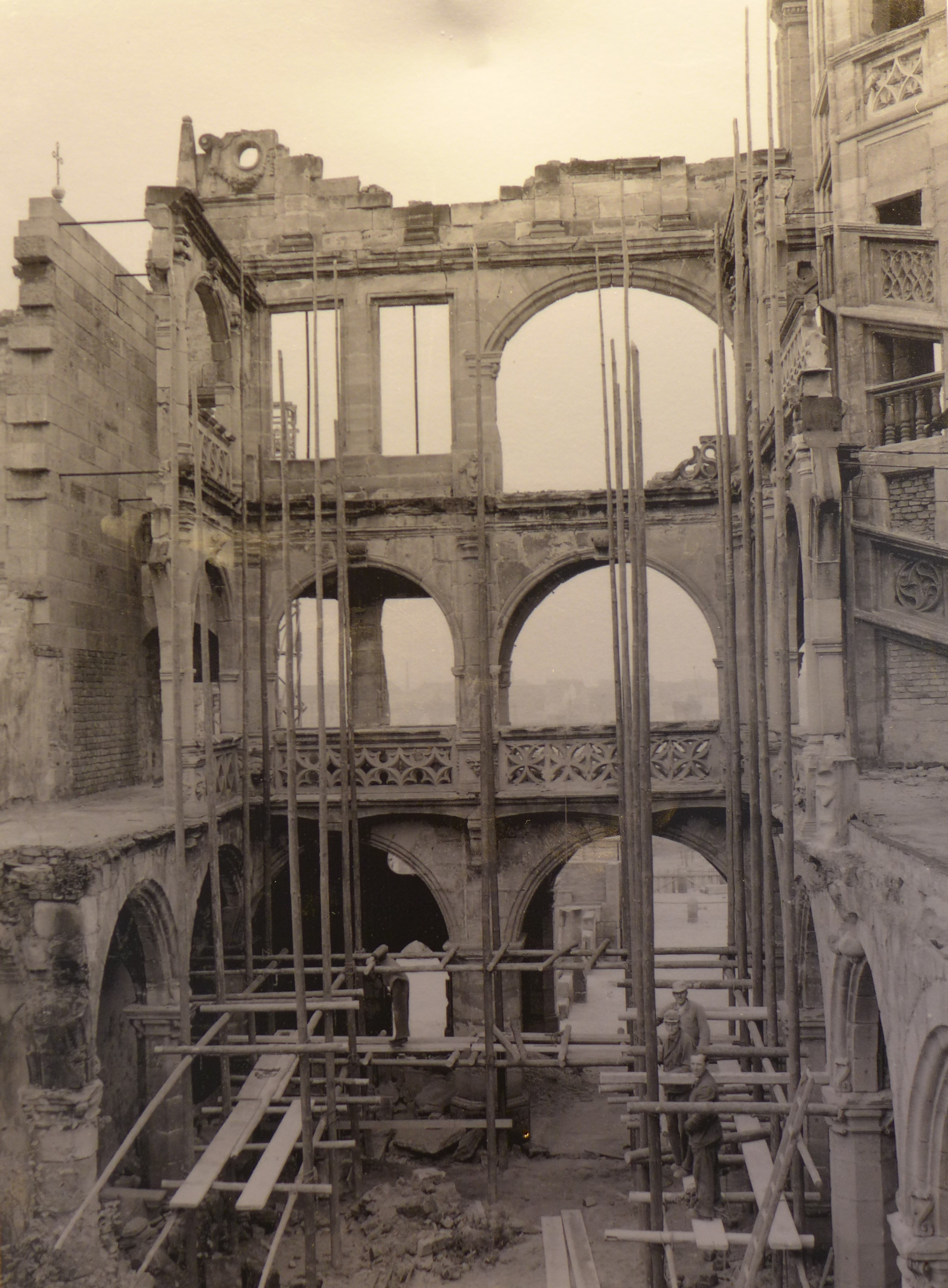
Sicherung der Reste des Pellerhofs nach dem Zweiten Weltkrieg (1956)

## Das Neue Pellerhaus

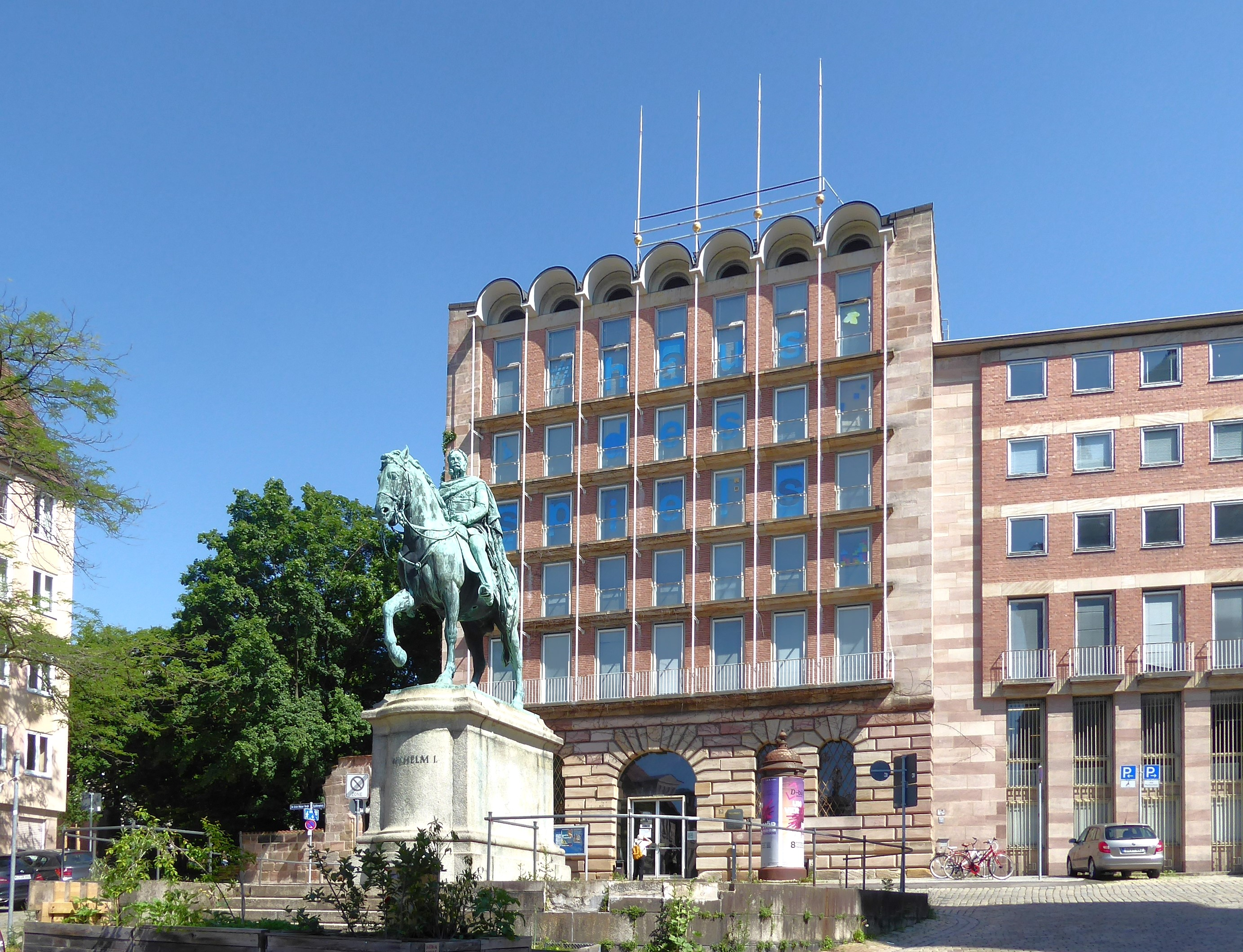
Neues Pellerhaus

Im Jahr 1952 wurde der „Ideenwettbewerb für den Wiederaufbau des Egidienplatzes“ ausgeschrieben. Er umfasste das gesamte Stadtquartier um den Egidienberg und legte Wert auf die Beibehaltung der historischen Platzfigur, Schaffung von Wohnraum und Erfüllung des Raumprogramms für Stadtarchiv, Universitäts- und Stadtbibliothek in einem zusammenhängenden Gebäudekomplex an der Stelle des ehemaligen Pellerhauses und des angrenzenden ehemaligen Imhoffgebäudes. Am 16. April 1953 trat das Preisgericht unter Vorsitz von Sep Ruf zusammen und bewertete die eingereichten 29 Arbeiten. Den 1. Preis des Wettbewerbs gewannen die Nürnberger Architekten Fritz Mayer und dessen Sohn Walter.
Ihr Entwurf sah eine vollständige Bebauung auf den Grundstücken des ehemaligen Peller- und des ehemaligen Imhoffhauses in funktionalen Formen vor. Der gemeinsame Zugang zu Bibliothek und Magazinturm erfolgt über die teilrekonstruierte Vorhalle des alten Pellerhauses. Die Reste des alten Pellerhauses blieben erhalten. Auf dem teilrekonstruierten Sockelgeschoss wurde ein Magazinbau für das Archiv errichtet, dahinter zweigeschossig die konservierten Reste des Pellerhofs. Um einen rechteckigen, zweiten Innenhof gruppieren sich die Archiv- und Bibliotheksräume einschließlich des Lesesaals. Das Gewölbe der dreischiffigen Halle wurde beim Wiederaufbau für die erhöhten Lasten aus den Obergeschossen statisch verstärkt. Die bossierte Sandsteinquaderwand des Erdgeschosses zum Platz wurde dabei wieder aufgegriffen und erinnert an den historischen Bau. Mit der 7-Achsigkeit der Fassade wurde eine Referenz zum historischen Bau geschaffen; der Traufabschluss mit den kleinen Halbtonnen korrespondiert mit den Rundbögen des historischen Erdgeschosses. Die Fassade wird durch die horizontale Gliederung der Stockwerke und deren senkrechte Verbindung durch Metallstäbe gegliedert. Dagegen tritt der Gebäudeteil auf dem Gelände des ehemaligen Imhoffhaus (Nürnberg) leicht zurück und ist mit seiner Ziegelsteinfassade und vertikalen Sandsteinbändern weniger profiliert, so dass der Hauptbau in seiner Wirkung hervorgehoben wird.
Nach der Ausarbeitung der Entwürfe im Jahre 1953 und verschiedenen Planänderungen erfolgte die Grundsteinlegung am 7. April 1956. Am 14. Dezember 1957 wurde der Gebäudekomplex eingeweiht. Das Gebäude, zur Unterscheidung von seinem Vorgänger manchmal auch „Mayersches Pellerhaus“ genannt, wurde im Jahr 1998 unter Denkmalschutz gestellt. Der Architekturkritiker Dieter Bartetzko stellte fest: „Die Nürnberger haben das wieder aufgebaute Pellerhaus gehasst, heute ignorieren sie es.“ Der Architekturhistoriker Winfried Nerdinger dagegen lobt: „Einige moderne Architekten, darunter insbesondere Sep Ruf, setzten sich jedoch auch in einigen besonderen Fällen mit dem historischen Bestand auseinander und erreichten – wie etwa bei der Staatsbank in Nürnberg – eine Form von Anpassung, die sich gravierend von der sonst üblichen „Anpassungsarchitektur“ unterscheidet. In eher seltenen Fällen wurde durch die bewusste Konfrontation von Alt und Neu auch ein neuer memorialer Charakter geschaffen. Dies gelang beispielsweise Egon Eiermann mit der Kaiser-Wilhelm-Gedächtnis-Kirche in Berlin 1957–1963, Paul Schneider-Esleben mit der St. Rochus-Kirche in Düsseldorf 1953–1955, aber auch Fritz und Walter Mayer mit dem Pellerhaus in Nürnberg 1955–1957.“
Ein neues Nutzungskonzept des heutigen Nachkriegsbaus wurde 2019 erarbeitet, denn das Gebäude ist mittlerweile sanierungsbedürftig. Während der Magazinbau bis zum Jahr 2000 als Stadtarchiv genutzt wurde, war im niedrigeren Gebäudeteil bis 2013 die Stadtbibliothek untergebracht. Gegenwärtig wird es vom Deutschen Spielearchiv zwischengenutzt; ab 2025 soll in dem sanierten Gebäude ein „Haus des Spiels“ eingerichtet werden. Laut dem Generalkonservator Mathias Pfeil besitzt das Neue Pellerhaus eine „weit über Nürnberg und Bayern hinausreichende architekturhistorisch-künstlerische und gesellschaftsgeschichtliche Bedeutung“. Als „überzeugendes Beispiel für die Gestaltungskraft der Architektur auch nach der Katastrophe des Zweiten Weltkriegs“ steht das Neue Pellerhaus seit 1998 unter Denkmalschutz.

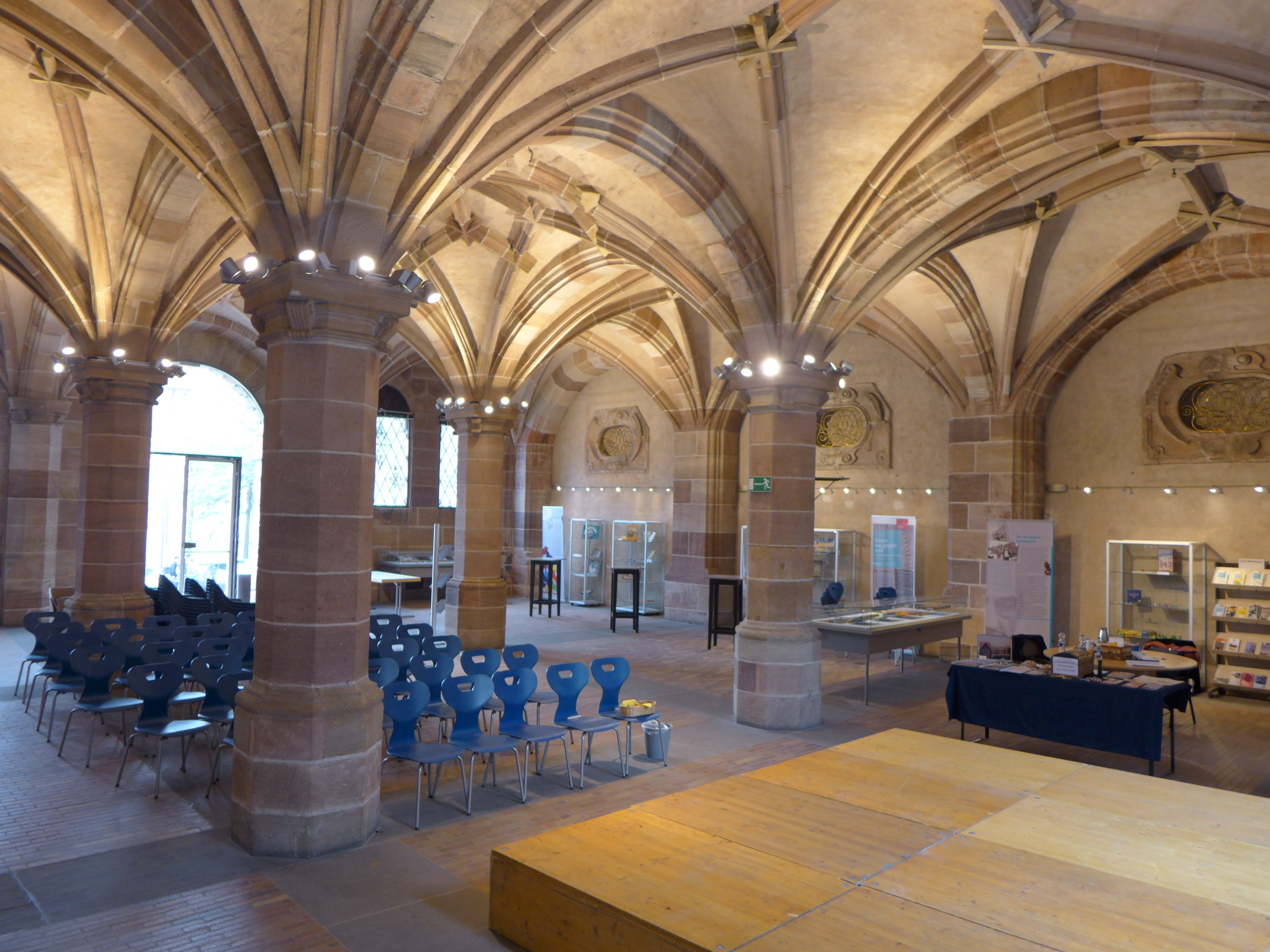
Foyer des Neuen Pellerhauses (2018)
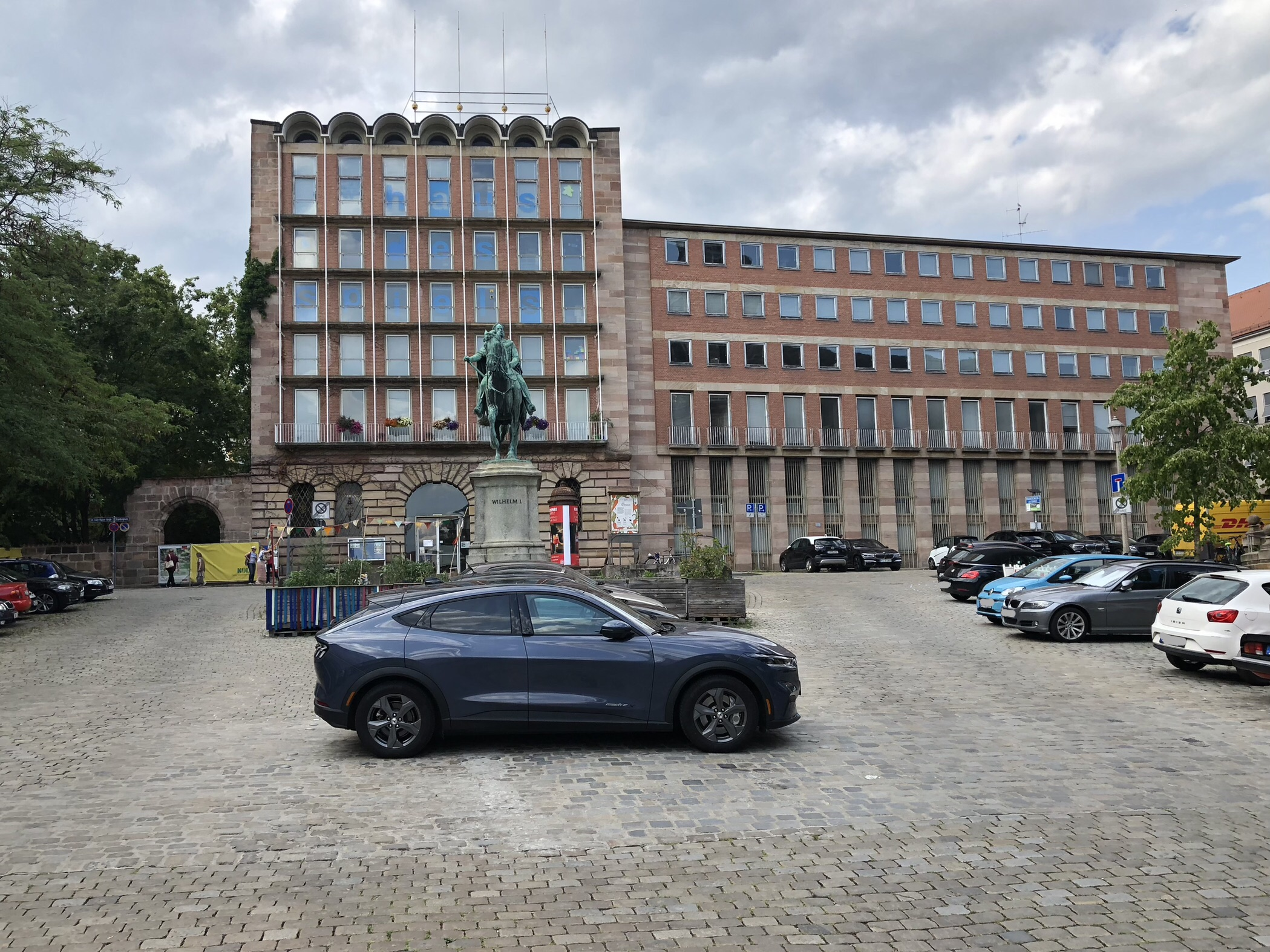
Egidienplatz mit Neuem Pellerhaus (2023)
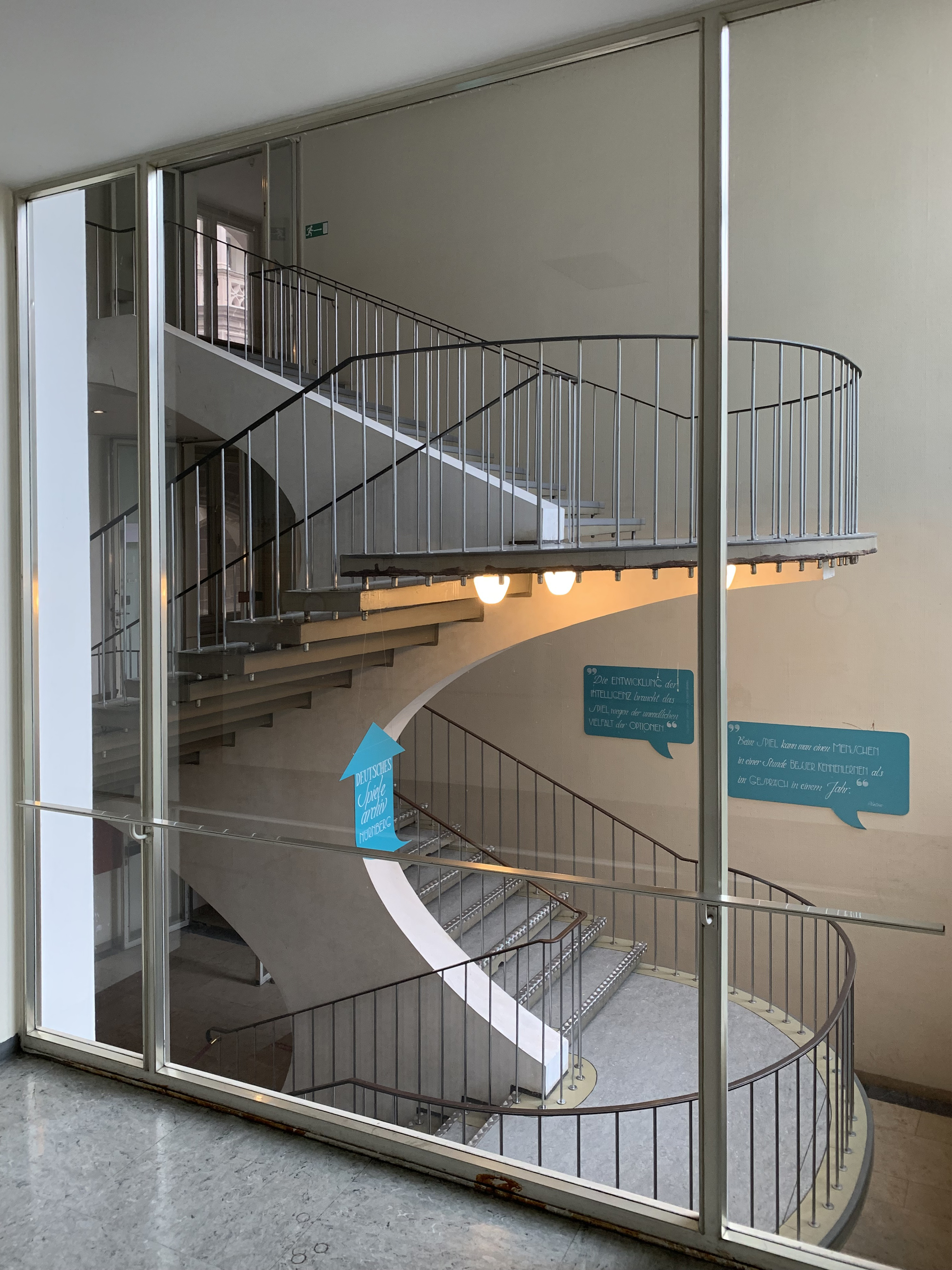
Treppenhaus
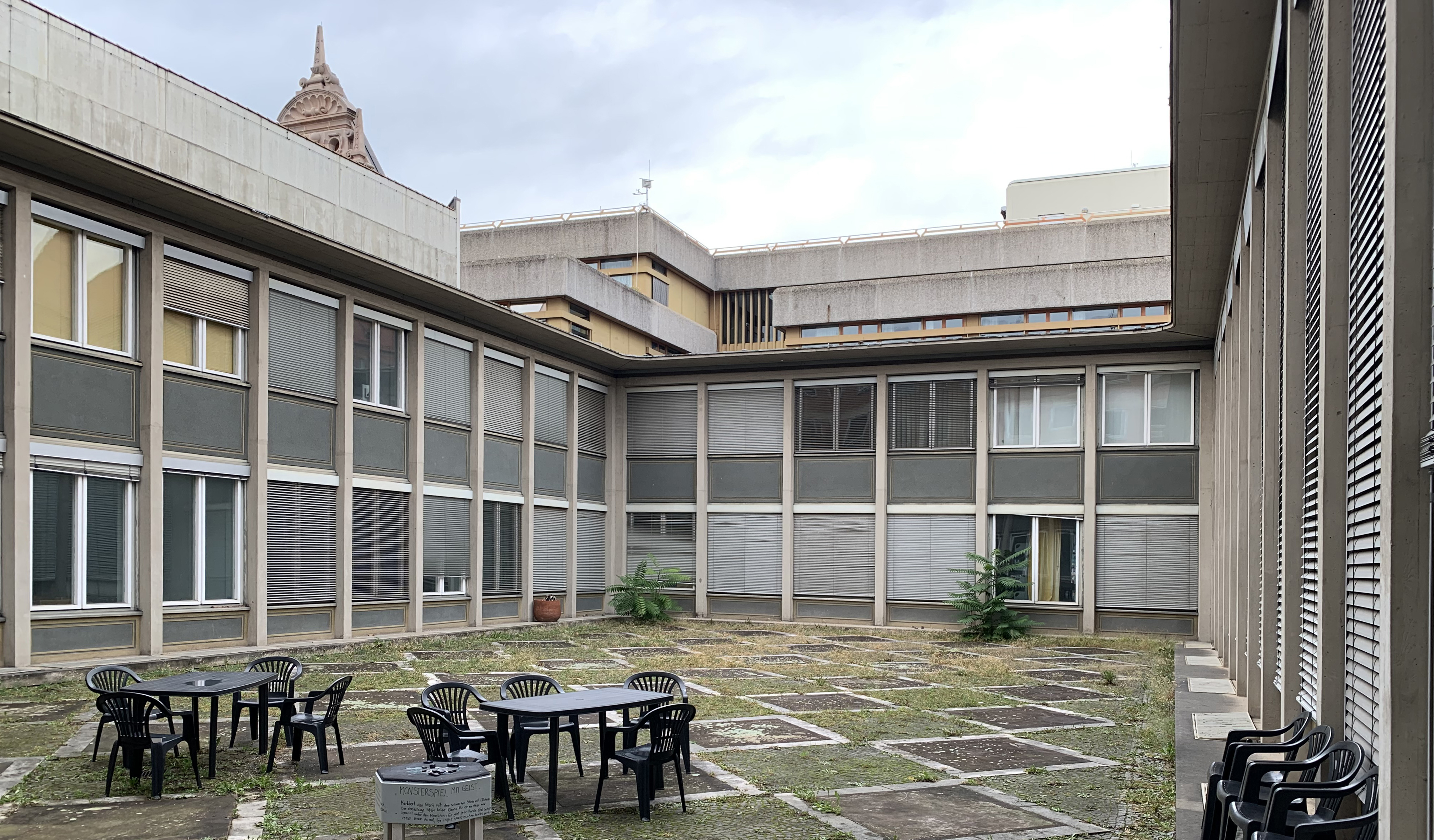
Schmuckhof
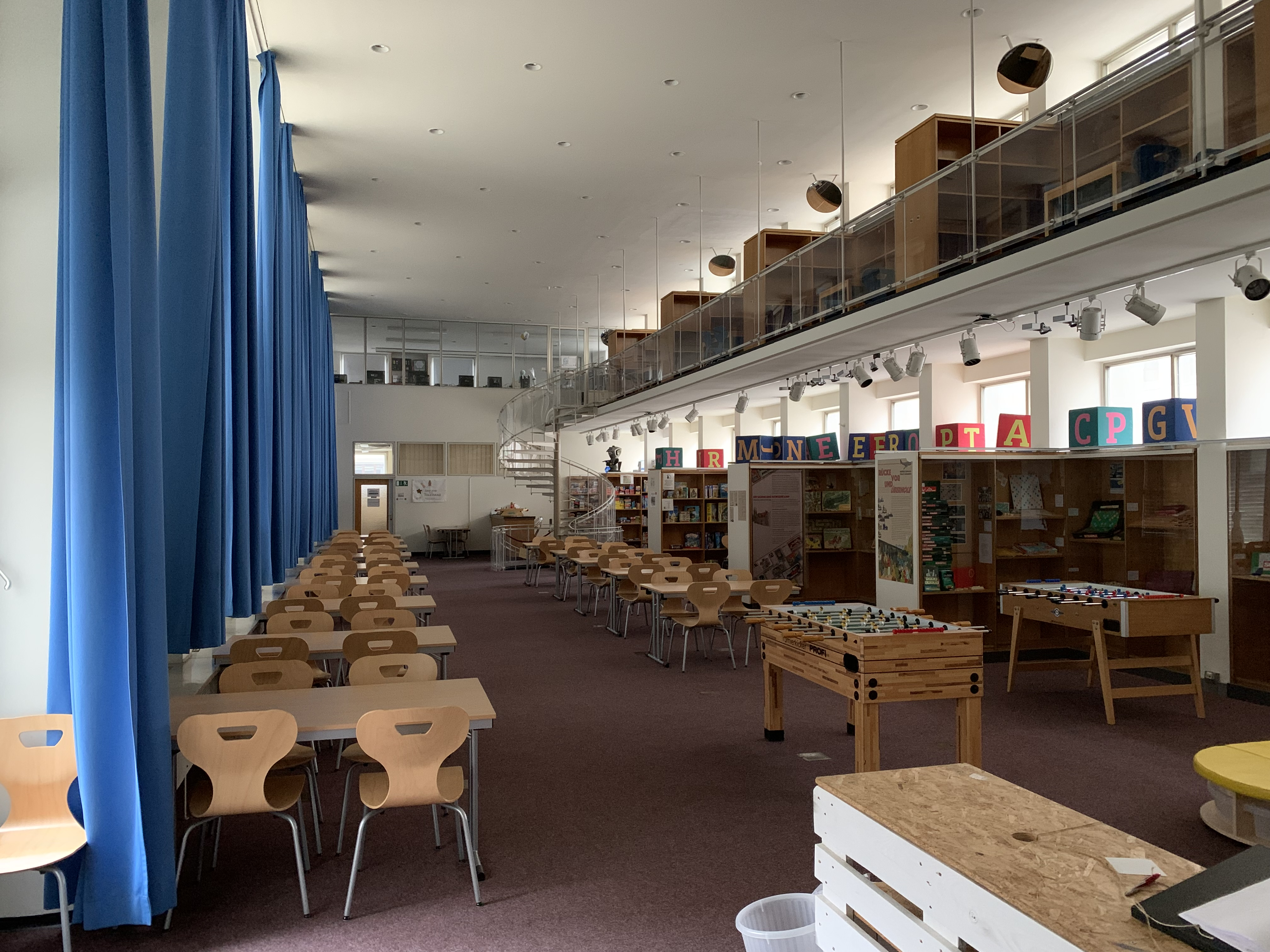
Lesesaal der ehemaligen Stadtbibliothek

## Rekonstruktion des Pellerhofs

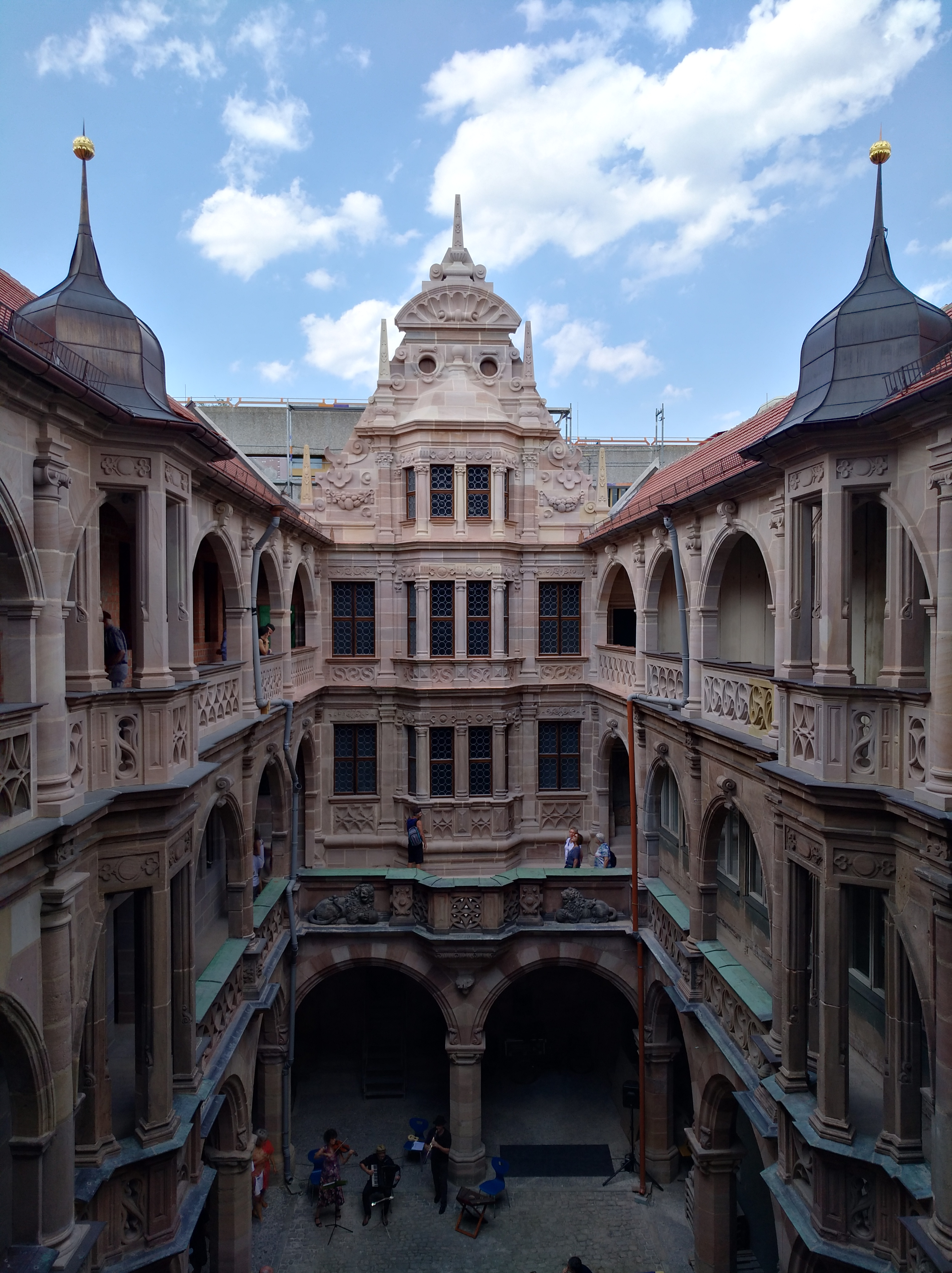
Der rekonstruierte Pellerhof (2018)

Im Herbst 2005 entwickelte sich eine Initiative um den Steinmetzen Harald Pollmann zur Rekonstruktion des Pellerhaus-Innenhofes. Der Altstadtfreunde Nürnberg e. V. schloss sich dem Vorhaben an. Im Mai 2006 stimmte der Stadtrat der Rekonstruktion zu; allerdings unter Ausschluss einer öffentlichen finanziellen Beteiligung. Daraufhin wurden vom Altstadtfreunde e. V. Spenden eingeworben, bis zum Februar 2018 insgesamt 4,5 Millionen €. Zu den größten Einzelspendern gehören die Nürnberger Unternehmerfamilie Diehl mit 1,5 Millionen Euro, sowie die Kulturstiftung der Sparkasse Nürnberg. Mit dem Spendengeld wurde im Oktober 2008 gegen den Willen der unteren Denkmalschutzbehörde und des Landesdenkmalamtes der Umbau begonnen.
Bezüglich des Pellerhofs bemängelt der BDA, die Rekonstruktion zeige „auf der einen Seite handwerklich sehr hochwertig erstellte Sandsteinnachbildungen, auf der anderen Seite aber grob, ohne Gespür und unsensibel erstellte Stahlbetonwände, um diese Kulisse statisch zu halten“. Im November 2018 kündigte der Altstadtfreunde e. V. an, den Wiederaufbau des gesamten Pellerhauses übernehmen zu wollen, was jedoch umstritten ist. 2018 wurde der Pellerhof im Rohbau fertiggestellt und eingeweiht, die Ausbauarbeiten dauern aktuell (Stand 2024) noch an.